# Lone Aburas
Lone Aburas, född 25 februari 1979 i Høje Taastrup strax väster om Köpenhamn, är en dansk författare och poet. 

## Biografi
Aburas debutroman Føtexsøen (2009) fick stor uppmärksamhet och nominerades till flera priser. Även romanen Politisk roman (2013) blev mycket omskriven, även i Sverige; 2019 gavs den ut på svenska. För den korta stridsskriften Det är ett jag som talar (Räkenskapens timme) (2017-2018), en uppgörelse med rasismen i det danska samhället, tilldelades hon det danska Montanas litteraturpris för 2017. Denna skrift blev våren 2020 uppförd som monologföreställning av Shang Imam i Stockholm, Göteborg och Malmö.
Hösten 2019 utkom i Danmark hennes första diktsamling, Den sorte bog (B-sider).

## Priser och utmärkelser
- 2017 – Montanas litteraturpris